# U Delphini
U Delphini (U Del / HD 197812 / HR 7941 / SAO 106458) es una estrella variable en la constelación del Delfín, situada 2º al norte de la brillante γ Delphini. Se encuentra aproximadamente a 1115 años luz de distancia del sistema solar.
U Delphini es una gigante o supergigante roja de tipo espectral M5Iab o M5II-III. Es una estrella fría cuya temperatura superficial es de solo 3119 ± 13 K cuya luminosidad bolométrica es 10 000 veces mayor que la del Sol.
Con un radio 84 veces más grande que el radio solar, si estuviese en el lugar del Sol se extendería hasta la órbita de Mercurio.
Tiene una masa aproximadamente doble de la masa solar.
Su espectro muestra la presencia de tecnecio, elemento del proceso-s producido por nucleosíntesis estelar.
La característica más notable de U Delphini es su variabilidad, estando clasificada como una estrella variable pulsante semirregular de tipo SRB, es decir, con una periodicidad poco definida. Su brillo oscila entre magnitud +7,6 y +8,9 en un período incierto de 110 días. Sin embargo, estudios de las curvas de luz a lo largo de todo el siglo XX indican que el período dominante es un período a largo plazo de unos 1200 días, si bien en la década de 1940 hubo un aumento de la amplitud en una magnitud pero sin cambio en la periodicidad.
En cuanto a la presencia de tecnecio, este metal de corta vida solo ha sido observado en variables semirregulares cuyo período es de más de 100 días y que tienen una masa superior a dos masas solares.